# Pseudovalsa longipes
Pseudovalsa longipes är en svampart som först beskrevs av Louis René Tulasne, och fick sitt nu gällande namn av Pier Andrea Saccardo 1879. Pseudovalsa longipes ingår i släktet Pseudovalsa och familjen Pseudovalsaceae.  Arten är reproducerande i Sverige. Inga underarter finns listade i Catalogue of Life.